# フランシスコ・マンセボ

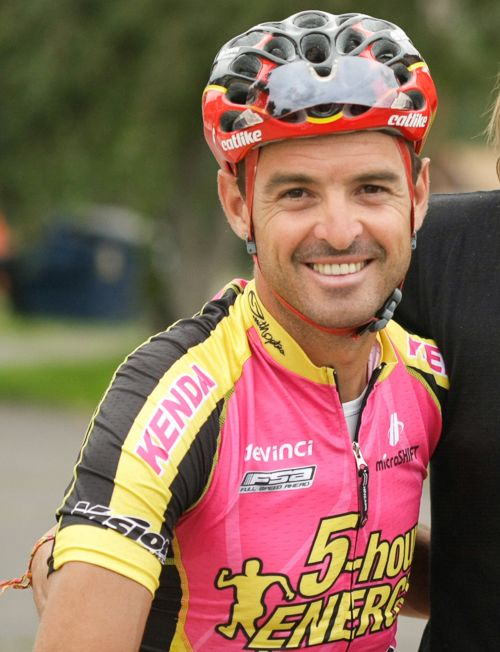
2013年ツアー・オブ・ユタにて

フランシスコ・マンセボ・ペレス（Francisco Mancebo Pérez、1976年3月9日 - ）は、スペイン・マドリード出身の自転車競技（ロードレース）選手。2019年現在、コンチネンタルチームのマトリックス・パワータグに所属。

## 経歴
1998年にバネスト（後の モビスター・チーム）に加入し、プロ転向。
1999年
ツール・ド・フランス 総合28位。
2000年
- ブエルタ・ア・カスティーリャ・イ・レオン 総合優勝
- ジロ・デ・イタリア 総合20位
- ツール・ド・フランス
  - マイヨ・ブラン（新人賞）を獲得。
  - 総合9位

2001年
- ツール・ド・フランス総合13位

2002年
- ツール・ド・フランス総合7位
- ブエルタ・ア・ブルゴス 総合優勝

2003年
- ブエルタ・ア・カスティーリャ・イ・レオン 総合優勝
- ツール・ド・フランス 総合10位、
- ブエルタ・ア・エスパーニャ 総合5位

2004年
- スペイン選手権・個人ロードレース 優勝
- ツール・ド・フランス 総合6位
- ブエルタ・ア・エスパーニャ 総合3位

2005年
- ツール・ド・フランス 総合4位
- ブエルタ・ア・エスパーニャ 総合3位、区間1勝(第10)
- ジャパンカップサイクルロードレース 2位

2006年
- 前身のバネスト、イリェス・バレアルス時代を含めて、8年間に亘って在籍したケス・デパーニュを離れ、AG2R・プレヴォワイアンス（後の AG2R・ラ・モンディアル）に移籍。ツール・ド・フランスの前哨戦となるドーフィネ・リベレでは、ポイント賞を獲得した。しかしその後、オペラシオン・プエルトにかかる疑惑が持たれ、同年のツール・ド・フランスのメンバーから外されたことを契機に、チームを離れた。

2007年、リラックス・GAMに加入
- ブエルタ・チワワ・インテルナシオナル 総合優勝
- ツアー・オブ・チンハイレイク 総合3位

2008年、ポルトガル籍のフェルカセ・ロタ・ドス・モヴェイス移籍。
- ブエルタ・チワワ・インテルナシオナル 総合優勝

2009年、アメリカのロックレーシングに移籍した。
- ブエルタ・ア・アストゥリアス 総合優勝
- ツアー・オブ・ユタ 総合優勝

2010年、イラクリオン カストロ - ムルシアに移籍。
- ツール・ド・ラ・ガドループ 総合優勝

2011年、リアルサイクリストコムに移籍。
- レッドランズ・バイシクル・クラシック 総合優勝
- シー・オッター・クラシック 総合優勝
- ツアー・オブ・ザ・ジラ 総合優勝
- ツール・ド・ボース 総合優勝
- カスケイド・クラシック 総合優勝

2012年
- タクソン・バイシクル・クラシック 総合優勝
- ツアー・オブ・ザ・バッテンキル 優勝
- ジョー・マーティン・ステージ・レース 総合優勝
- カスケイド・クラシック 総合優勝

2014年
- ツール・ド・熊野 総合優勝

2018年
- Inteja Dominican Cycling Teamに移籍。

2019年
- マトリックス・パワータグに移籍。